# Andreas
Andreas – bohater mikropowieści Ireneusza Iredyńskiego Manipulacja; postać niezwykle ważna dla rozwoju akcji utworu.
Jest to młody Szwajcar polskiego pochodzenia. To jedyna osoba, z którą Stefan Pękała miał możliwość nawiązać bliższy kontakt w Zurychu, posługując się językiem polskim.
Andreas należy do organizacji anarchistyczno-terrorystycznej. Posługując się manipulacją, wplątuje Stefana w kryminalną aferę.